# Lista de vereadores de Marabá
Esta é a lista de vereadores de Marabá, município brasileiro do estado do Pará.
A câmara municipal de Marabá é formada por vinte e uma cadeiras desde 2013 (até 2012 eram treze), quando, por determinação do TSE, os municípios passaram a ter um número de vereadores equivalente à sua população. O antigo prédio da Câmara chamava-se Palacete Augusto Dias. O atual prédio da Câmara foi inaugurado em 23 de dezembro de 2010.

## 19ª Legislatura (2021–2024)
Estes são os vereadores eleitos nas eleições de 15 de novembro de 2020, pelo período de 1° de janeiro de 2021 a 31 de dezembro de 2024:
| Mesa Diretora (2021-2022)           |                       |                        |                              |
| Nome                                | Início do mandato     | Fim do mandato         | Cargo                        |
| Pedro Corrêa Lima (DEM)             | 1º de janeiro de 2021 | 31 de dezembro de 2022 | Presidente da Câmara         |
| Miguel Gomes Filho (PDT)            | 1º de janeiro de 2021 | 31 de dezembro de 2022 | 1ª Vice-presidente da Câmara |
| Aerton Lima da Cruz (SDD)           | 1º de janeiro de 2021 | 31 de dezembro de 2022 | 2º Vice-presidente da Câmara |
| Maria Cristina Coimbra Mutran (MDB) | 1º de janeiro de 2021 | 31 de dezembro de 2022 | 1ª Secretária                |
| Alécio Stringari (PDT)              | 1º de janeiro de 2021 | 31 de dezembro de 2022 | 2º Secretário                |
| Rodrigo Lima da Silva (Rep.)        | 1º de janeiro de 2021 | 31 de dezembro de 2022 | 3º Secretário                |

|    | Nome                                                                     | Partido                                        | Votos | %    | Observações |
| -- | ------------------------------------------------------------------------ | ---------------------------------------------- | ----- | ---- | ----------- |
| 1  | Antonio Márcio Farias Gonçalves, do São Félix (Fortaleza, 02.01.1972–)   | Partido da Social Democracia Brasileira (PSDB) | 2.814 | 2,16 | 2º mandato  |
| 2  | Aerton Lima da Cruz, Grande (Marabá, 21.02.1979–)                        | Solidariedade                                  | 2.744 | 2,10 | 1º mandato  |
| 3  | Dra. Maria Cristina Coimbra Mutran (Belém, 18.09.1956–)                  | Movimento Democrático Brasileiro (MDB)         | 2.740 | 2,10 | 2º mandato  |
| 4  | Tiago Batista Koch (Mafra, 16.10.1981–)                                  | Partido Social Democrático (PSD)               | 2.607 | 2,00 | 2º mandato  |
| 5  | Pedro Corrêa Lima, Pedrinho Corrêa (2021-2022) (Abaetetuba, 28.10.1964–) | União Brasil (UNIÃO)                           | 2.427 | 1,86 | 3º mandato  |
| 6  | Carlos Roberto Gonçalves Miranda, Beto Miranda (Marabá, 31.07.1959–)     | Partido Social Democrático (PSD)               | 2.229 | 1,71 | 3º mandato  |
| 7  | Miguel Gomes Filho, Miguelito (Marabá, 21.09.1957–)                      | Partido Democrático Trabalhista (PDT)          | 2.171 | 1,66 | 8º mandato  |
| 8  | Fernando Henrique Pereira da Silva (Marabá, 28.08.1988–)                 | Partido Social Cristão (PSC)                   | 2.140 | 1,64 | 1º mandato  |
| 9  | Elza Abussafi Miranda (Marabá, 22.01.1951–)                              | Partido Trabalhista Brasileiro (PTB)           | 2.030 | 1,56 | 2º mandato  |
| 10 | Antônio Ferreira de Araújo, Coronel Araújo (Belém, 14.04.1959–)          | Movimento Democrático Brasileiro (MDB)         | 1.882 | 1,44 | 2º mandato  |
| 11 | Cabo Rodrigo Lima da Silva (Carolina, 03.06.1978–)                       | Republicanos                                   | 1.865 | 1,43 | 2º mandato  |
| 12 | Alécio Stringari, da Palmiteira (Guaramirim, 02.03.1959–)                | Partido Democrático Trabalhista (PDT)          | 1.854 | 1,42 | 4º mandato  |
| 13 | Ronaldo Alves Araújo, Ronaldo da 33 (Itapaci, 08.09.1969–)               | Solidariedade                                  | 1.674 | 1,28 | 3º mandato  |
| 14 | Franklandes Sousa Matos, Frank do Jardim União (Mata Roma, 22.03.1975–)  | Solidariedade                                  | 1.665 | 1,28 | 1º mandato  |
| 15 | Ilker Moraes Ferreira (Marabá, 30.09.1980–)                              | Movimento Democrático Brasileiro (MDB)         | 1.571 | 1,20 | 2º mandato  |
| 16 | Pastor Ronisteu da Silva Araújo (Araguaína, 19.02.1975–)                 | Partido Trabalhista Brasileiro (PTB)           | 1.519 | 1,16 | 2º mandato  |
| 17 | Marcelo Alves dos Santos (Marabá, 28.12.1980–)                           | Partido dos Trabalhadores (PT)                 | 1.454 | 1,12 | 2º mandato  |
| 18 | Vanda Régia Américo Gomes (Marabá, 06.02.1958–)                          | Cidadania                                      | 1.377 | 1,06 | 7º mandato  |
| 19 | Elói Silva Ribeiro (Belém, 02.04.1968–)                                  | Republicanos                                   | 1.341 | 1,03 | 2º mandato  |
| 20 | Raimundo da Silva Souza, Raimundinho do Comércio (Marabá, 03.08.1973–)   | Partido Liberal (PL)                           | 1.191 | 0,91 | 1º mandato  |
| 21 | Deodato do Espírito Santo Filho, Dato do Ônibus (Caravelas, 24.12.1969–) | União Brasil (UNIÃO)                           | 763   | 0,59 | 1º mandato  |

## 18ª Legislatura (2017–2020)
Estes são os vereadores eleitos nas eleições de 2 de outubro de 2016, pelo período de 1° de janeiro de 2017 a 31 de dezembro de 2020:
| Mesa Diretora (2019-2020)                                                                                  |                       |                        |                              |
| Nome | Início do mandato     | Fim do mandato         | Cargo                        |
| Pedro Correa Lima (PTB/DEM)                                                                                | 1º de janeiro de 2019 | 31 de dezembro de 2020 | Presidente da Câmara         |
| Ilker Moraes Ferreira (PHS/MDB)                                                                            | 1º de janeiro de 2019 | 31 de dezembro de 2020 | 1ª Vice-presidente da Câmara |
| Irismar Nascimento Araújo Melo (PR) (até 30.09.2019) Edinaldo Machado Pinto (PSC) (a partir de 01.10.2019) | 1º de janeiro de 2019 | 31 de dezembro de 2020 | 2º Vice-presidente da Câmara |
| Maria Cristina Coimbra Mutran (MDB)                                                                        | 1º de janeiro de 2019 | 31 de dezembro de 2020 | 1ª Secretária                |
| Alécio Stringari (PSB/PDT)                                                                                 | 1º de janeiro de 2019 | 31 de dezembro de 2020 | 2º Secretário                |
| Ivanildo Bandeira Athie (PCdoB/PSD)                                                                        | 1º de janeiro de 2019 | 31 de dezembro de 2020 | 3º Secretário                |

| Mesa Diretora (2017-2018)                |                       |                        |                              |
| Nome                                     | Início do mandato     | Fim do mandato         | Cargo                        |
| Pedro Correa Lima (PTB)                  | 1º de janeiro de 2017 | 31 de dezembro de 2018 | Presidente da Câmara         |
| Irismar Nascimento Araújo Melo (PL)      | 1º de janeiro de 2017 | 31 de dezembro de 2018 | 1ª Vice-presidente da Câmara |
| Paulo Sérgio do Rosário Varela (Podemos) | 1º de janeiro de 2017 | 31 de dezembro de 2018 | 2º Vice-presidente da Câmara |
| Maria Cristina Coimbra Mutran (MDB)      | 1º de janeiro de 2017 | 31 de dezembro de 2018 | 1ª Secretária                |
| Alécio Stringari (PSB)                   | 1º de janeiro de 2017 | 31 de dezembro de 2018 | 2º Secretário                |
| Edinaldo Machado Pinto (PSC)             | 1º de janeiro de 2017 | 31 de dezembro de 2018 | 3º Secretário                |

|    | Nome                                                                      | Partido                                            | Votos | %    | Observações |
| -- | ------------------------------------------------------------------------- | -------------------------------------------------- | ----- | ---- | ----------- |
| 1  | Miguel Gomes Filho, Miguelito (Marabá, 21.09.1957–)                       | Partido Progressista (PP)                          | 2.510 | 2,10 | 7º mandato  |
| 2  | Pedro Corrêa Lima, Pedrinho Correa (2017-2020) (Abaetetuba, 28.10.1964–)  | Partido Trabalhista Brasileiro (PTB)               | 2.062 | 1,73 | 2º mandato  |
| 3  | Alécio Stringari, da Palmiteira (Guaramirim, 02.03.1959–)                 | Partido Socialista Brasileiro (PSB)                | 1.920 | 1,61 | 3º mandato  |
| 4  | Tiago Batista Koch (Mafra, 16.10.1981–)                                   | Partido do Movimento Democrático Brasileiro (PMDB) | 1.891 | 1,58 | 1º mandato  |
| 5  | Priscila Duarte Veloso (Marabá, 08.05.1984–)                              | Partido Trabalhista Brasileiro (PTB)               | 1.880 | 1,57 | 1º mandato  |
| 6  | Dra. Maria Cristina Coimbra Mutran (Belém, 18.09.1956–)                   | Partido do Movimento Democrático Brasileiro (PMDB) | 1.846 | 1,55 | 1º mandato  |
| 7  | Pastor Ronisteu da Silva Araújo (Araguaína, 19.02.1975–)                  | Partido Trabalhista Brasileiro (PTB)               | 1.819 | 1,52 | 1º mandato  |
| 8  | Carlos Roberto Gonçalves Miranda, Beto Miranda (Marabá, 31.07.1959–)      | Partido da Social Democracia Brasileira (PSDB)     | 1.805 | 1,51 | 2º mandato  |
| 9  | Raimundo Nonato Barbosa Dourado (São Sebastião do Tocantins, 29.10.1967–) | Partido do Movimento Democrático Brasileiro (PMDB) | 1.799 | 1,51 | 1º mandato  |
| 10 | Antonio Márcio Farias Gonçalves, do São Félix (Fortaleza, 02.01.1972–)    | Partido da Social Democracia Brasileira (PSDB)     | 1.669 | 1,40 | 1º mandato  |
| 11 | Ilker Moraes Ferreira (Marabá, 30.09.1980–)                               | Partido Humanista da Solidariedade (PHS)           | 1.523 | 1,28 | 1º mandato  |
| 12 | Mariozan Rodrigues Quintão (Itanhomi, 21.12.1965–)                        | Partido Popular Socialista (PPS)                   | 1.428 | 1,20 | 1º mandato  |
| 13 | Edinaldo Machado Pinto, Projeto Semear (Xinguara, 31.03.1980–)            | Partido Social Cristão (PSC)                       | 1.421 | 1,19 | 1º mandato  |
| 14 | Cabo Rodrigo Lima da Silva (Carolina, 03.06.1978–)                        | Partido Republicano Brasileiro (PRB)               | 1.410 | 1,18 | 1º mandato  |
| 15 | Francisco Carreiro Varão, Frank (Mirador, 04.11.1972–)                    | Partido Socialista Brasileiro (PSB)                | 1.387 | 1,16 | 1º mandato  |
| 16 | Ivanildo Bandeira Athie, Ray (Marabá, 20.06.1967–)                        | Partido Comunista do Brasil (PCdoB)                | 1.314 | 1,10 | 1º mandato  |
| 17 | Morivaldo Marçal e Silva, Irmão (Marabá, 22.07.1982–)                     | Partido Social Cristão (PSC)                       | 1.132 | 0,95 | 1º mandato  |
| 18 | Gilson Dias Cardoso (Marabá, 05.03.1962–)                                 | Partido Comunista do Brasil (PCdoB)                | 1.103 | 0,92 | 1º mandato  |
| 19 | Paulo Sérgio do Rosário Varela, Badeco (Belém, 11.09.1953–)               | Partido Trabalhista Nacional (PTN)                 | 1.027 | 0,86 | 1º mandato  |
| 20 | Irismar Nascimento Araújo Melo (Imperatriz, 07.01.1978–)                  | Partido da República (PR)                          | 999   | 0,84 | 3º mandato  |
| 21 | Marcelo Alves dos Santos (Marabá, 28.12.1980–)                            | Partido dos Trabalhadores (PT)                     | 941   | 0,79 | 1º mandato  |

## 17ª Legislatura (2013–2016)[5]
Estes são os vereadores eleitos nas eleições de 7 de outubro de 2012, pelo período de 1° de janeiro de 2013 a 31 de dezembro de 2016:
| Mesa Diretora (2015-2016)               |                       |                        |                              |
| Nome                                    | Início do mandato     | Fim do mandato         | Cargo                        |
| Miguel Gomes Filho (PP)                 | 1º de janeiro de 2015 | 31 de dezembro de 2016 | Presidente da Câmara         |
| Carlos Roberto Gonçalves Miranda (PSDB) | 1º de janeiro de 2015 | 31 de dezembro de 2016 | 1º Vice-presidente da Câmara |
| Ubirajara Nazareno Sompré (PROS)        | 1º de janeiro de 2015 | 31 de dezembro de 2016 | 2º Vice-presidente da Câmara |
| Alécio Stringari (PSB)                  | 1º de janeiro de 2015 | 31 de dezembro de 2016 | 1º Secretário                |
| Pedro Correa Lima (PTB)                 | 1º de janeiro de 2015 | 31 de dezembro de 2016 | 2º Secretário                |
| Gerson Augusto dos Santos Varela (PTN)  | 1º de janeiro de 2015 | 31 de dezembro de 2016 | 3º Secretário                |

| Mesa Diretora (2013-2014)                 |                       |                        |                              |
| Nome                                      | Início do mandato     | Fim do mandato         | Cargo                        |
| Júlia Maria Ferreira Rosa Veloso (PDT)    | 1º de janeiro de 2013 | 31 de dezembro de 2014 | Presidente da Câmara         |
| Antônio Ferreira de Araújo (PROS)         | 1º de janeiro de 2013 | 31 de dezembro de 2014 | 1º Vice-presidente da Câmara |
| Leodato da Conceição Marques (PROS)       | 1º de janeiro de 2013 | 31 de dezembro de 2014 | 2º Vice-presidente da Câmara |
| Irismar Nascimento Araújo Melo (PR)       | 1º de janeiro de 2013 | 31 de dezembro de 2014 | 1ª Secretária                |
| Alécio Stringari (PSB)                    | 1º de janeiro de 2013 | 31 de dezembro de 2014 | 2º Secretário                |
| Maria de Nazaré Ribeiro de Alencar (PSDB) | 1º de janeiro de 2013 | 31 de dezembro de 2014 | 3ª Secretária                |

|    | Nome                                                                       | Partido                                                                      | Votos | %    | Observações                                                            |
| -- | -------------------------------------------------------------------------- | ---------------------------------------------------------------------------- | ----- | ---- | ---------------------------------------------------------------------- |
| 1  | Nagib Mutran Neto (Belém, 29.05.1957–)                                     | Partido do Movimento Democrático Brasileiro (PMDB)                           | 2.365 | 2,11 | 2º mandato                                                             |
| 2  | Miguel Gomes Filho, Miguelito (2015-2016) (Marabá, 21.09.1957–)            | Partido Progressista (PP)                                                    | 2.310 | 2,07 | 6º mandato                                                             |
| 3  | Júlia Maria Ferreira Rosa Veloso (2013-2014) (Marabá, 24.09.1951–)         | Partido Democrático Trabalhista (PDT)                                        | 2.183 | 1,95 | 3º mandato                                                             |
| 4  | Pedro Corrêa Lima, Pedrinho Correa (Abaetetuba, 28.10.1964–)               | Partido Trabalhista Brasileiro (PTB)                                         | 1.980 | 1,77 | 1º mandato                                                             |
| 5  | Adelmo Azevedo de Lima, do Sindicato (Viseu, 21.08.1965–)                  | Partido Trabalhista Brasileiro (PTB)                                         | 1.755 | 1,57 | 2º mandato                                                             |
| 6  | Alécio Stringari, da Palmiteira (Guaramirim, 02.03.1959–)                  | Partido Socialista Brasileiro (PSB)                                          | 1.580 | 1,41 | 2º mandato                                                             |
| 7  | Antônio Ferreira de Araújo, Coronel Araújo (Belém, 14.04.1959–)            | Partido da República (PR)/ Partido Republicano da Ordem Social (PROS)        | 1.565 | 1,40 | 1º mandato                                                             |
| 8  | Leodato da Conceição Marques (Demerval Lobão, 22.05.1966–)                 | Partido Progressista (PP)/ Partido Republicano da Ordem Social (PROS)        | 1.539 | 1,38 | 4º mandato                                                             |
| 9  | José Sidinei Ferreira da Silva, Sidney (São João do Araguaia, 14.01.1963–) | Partido da Social Democracia Brasileira (PSDB)                               | 1.526 | 1,36 | 1º mandato                                                             |
| —  | Gilson Ferreira da Silva, Gilsin Silva (Marabá, 30.11.1959–)               | Partido Progressista (PP)                                                    | 1.433 | 1,29 | 1º mandato                                                             |
| 10 | Carlos Roberto Gonçalves Miranda, Beto Miranda (Marabá, 31.07.1959–)       | Partido da Social Democracia Brasileira (PSDB)                               | 1.412 | 1,26 | 1º mandato                                                             |
| 11 | João Vanderlã Souza Albuquerque, Hiran da Madereira (Grajaú, 05.02.1964–)  | Partido Popular Socialista (PPS)                                             | 1.369 | 1,22 | 1º mandato Renuncia ao mandato em 29. Assume no dia 06 Edivaldo Santos |
| 12 | Antônia Carvalho de Araújo Albuquerque, Toinha (João Lisboa, 28.10.1967–)  | Partido dos Trabalhadores (PT)                                               | 1.306 | 1,17 | 2º mandato                                                             |
| 13 | Profº Pedro Ribeiro de Souza (Pedro Afonso, 29.06.1966–)                   | Partido Popular Socialista (PPS)                                             | 1.247 | 1,12 | 1º mandato                                                             |
| 14 | Ronaldo Batista Chaves, Yara (Dores do Indaiá, 08.08.1962–)                | Partido Trabalhista Brasileiro (PTB)                                         | 1.243 | 1,11 | 3º mandato                                                             |
| 15 | Gerson Augusto dos Santos Varela, do Badeco (Belém, 23.01.1974–)           | Partido Humanista da Solidariedade (PHS)/ Partido Trabalhista Nacional (PTN) | 1.178 | 1,05 | 2º mandato                                                             |
| 16 | Vanda Régia Américo Gomes (Marabá, 06.02.1958–)                            | Partido Social Democrático (PSD)                                             | 1.178 | 1,05 | 6º mandato                                                             |
| 17 | Orlando da Silva Elias (Coroatá, 05.12.1974–)                              | Partido do Movimento Democrático Brasileiro (PMDB)                           | 1.164 | 1,04 | 1º mandato                                                             |
| 18 | Ubirajara Nazareno Sompré (Bom Jesus do Tocantins (Pará), 09.01.1981–)     | Partido Popular Socialista (PPS)/ Partido Republicano da Ordem Social (PROS) | 1.153 | 1,03 | 1º mandato                                                             |
| 19 | Maria de Nazaré Ribeiro de Alencar, Irmã Nazaré (Carolina, 08.09.1961–)    | Partido da Social Democracia Brasileira (PSDB)                               | 1.153 | 1,03 | 1º mandato                                                             |
| —  | Guido Mutran Júnior, Guidinho (Belém, 13.05.1960–)                         | Partido do Movimento Democrático Brasileiro (PMDB)                           | 1.139 | 1,03 | 3º mandato                                                             |
| 20 | Irismar Nascimento Araújo Melo (Imperatriz, 07.01.1978–)                   | Partido da República (PR)                                                    | 1.029 | 0,92 | 2º mandato                                                             |
| 21 | Pastor Elói Silva Ribeiro (Belém, 02.04.1968–)                             | Partido Republicano Brasileiro (PRB)                                         | 819   | 0,73 | 1º mandato                                                             |

## 16ª Legislatura (2009–2012)[10]
Estes são os vereadores eleitos nas eleições de 5 de outubro de 2008, pelo período de 1° de janeiro de 2009 a 31 de dezembro de 2012:
|    | Nome                                                                      | Partido                                            | Votos | %    | Observações |
| -- | ------------------------------------------------------------------------- | -------------------------------------------------- | ----- | ---- | ----------- |
| 1  | Miguel Gomes Filho, Miguelito (Marabá, 21.09.1957–)                       | Partido Progressista (PP)                          | 2.681 | 2,91 | 5º mandato  |
| 2  | Nagib Mutran Neto (2011-2012) (Belém, 29.05.1957–)                        | Partido do Movimento Democrático Brasileiro (PMDB) | 2.357 | 2,56 | 1º mandato  |
| 3  | Ronaldo Batista Chaves, Ronaldo Yara (Dores do Indaiá, 08.08.1962–)       | Partido Trabalhista Brasileiro (PTB)               | 2.098 | 2,28 | 2º mandato  |
| 4  | Ismaelka Queiroz Tavares, Elka Queiroz (Rondon do Pará, 30.05.1980–)      | Partido Trabalhista Brasileiro (PTB)               | 2.064 | 2,24 | 1º mandato  |
| 5  | Antônio Hilário Ribeiro, Antônio da Ótica (Ceres, 10.07.1963–)            | Partido da República (PR)                          | 2.019 | 2,19 | 1º mandato  |
| 6  | Ronaldo Alves Araújo, Ronaldo da 33 (Itapaci, 08.09.1969–)                | Democratas (DEM)                                   | 1.927 | 2,09 | 2º mandato  |
| 7  | Júlia Maria Ferreira Rosa Veloso (2009-2010) (Marabá, 24.09.1951–)        | Partido Democrático Trabalhista (PDT)              | 1.663 | 1,80 | 2º mandato  |
| 8  | Alécio Stringari, da Palmiteira (Guaramirim, 02.03.1959–)                 | Partido Socialista Brasileiro (PSB)                | 1.602 | 1,74 | 1º mandato  |
| —  | Leodato da Conceição Marques (Demerval Lobão, 22.05.1966–)                | Partido Progressista (PP)                          | 1.534 | 1,66 | 3º mandato  |
| 9  | Gerson Augusto dos Santos Varela, do Badeco (Belém, 23.01.1974–)          | Partido Humanista da Solidariedade (PHS)           | 1.474 | 1,60 | 1º mandato  |
| 10 | Antônia Carvalho de Araújo Albuquerque, Toinha (João Lisboa, 28.10.1967–) | Partido dos Trabalhadores (PT)                     | 1.446 | 1,57 | 1º mandato  |
| 11 | Vanda Régia Américo Gomes (Marabá, 06.02.1958–)                           | Partido Verde (PV)                                 | 1.361 | 1,48 | 5º mandato  |
| 12 | Edivaldo Santos (Imperatriz, 09.08.1973–)                                 | Partido Popular Socialista (PPS)                   | 1.208 | 1,31 | 1º mandato  |
| 13 | Irismar Nascimento Araújo Sampaio (Imperatriz, 07.01.1978–)               | Partido da República (PR)                          | 1.053 | 1,14 | 1º mandato  |
| —  | Regivaldo Oliveira de Carvalho, Regis (Antônio Cardoso, 23.11.1967–)      | Partido da República (PR)                          | 991   | 1,08 | 3º mandato  |

## 15ª Legislatura (2005–2009)
Estes são os vereadores eleitos nas eleições de 3 de outubro de 2004, pelo período de 1° de janeiro de 2005 a 31 de dezembro de 2008:
|    | Nome                                                                        | Partido                                            | Votos | %    | Observações |
| -- | --------------------------------------------------------------------------- | -------------------------------------------------- | ----- | ---- | ----------- |
| 1  | Júlia Maria Ferreira Rosa (Marabá, 24.09.1951–)                             | Partido Democrático Trabalhista (PDT)              | 2.305 | 2,88 | 2º mandato  |
| 2  | Vanda Régia Américo Gomes (Marabá, 06.02.1958–)                             | Partido Socialista Brasileiro (PSB)                | 2.193 | 2,74 | 4º mandato  |
| 3  | Sebastião Ferreira Neto, Ferreirinha (Marabá, 28.10.1964–)                  | Partido Trabalhista Brasileiro (PTB)               | 2.148 | 2,68 | 4º mandato  |
| 4  | Adelmo Azevedo de Lima, do Sindicato (2005) (Viseu, 21.08.1965–)            | Partido Trabalhista Brasileiro (PTB)               | 1.715 | 2,14 | 1º mandato  |
| 5  | Francisco Elton Gomes Andrade, Elton Mamoré (Pedreiras, 08.03.1964–)        | Partido Socialista Brasileiro (PSB)                | 1.706 | 2,13 | 1º mandato  |
| 6  | Maurino Magalhães de Lima (2005-2006) (Mucurici, 06.03.1958–)               | Partido Liberal (PL)                               | 1.648 | 2,06 | 4º mandato  |
| 7  | Leodato da Conceição Marques (Demerval Lobão, 22.05.1966–)                  | Partido Progressista (PP)                          | 1.620 | 2,02 | 2º mandato  |
| 8  | Ademar de Alencar Santos (Marabá, 05.08.1972–)                              | Partido do Movimento Democrático Brasileiro (PMDB) | 1.597 | 1,99 | 1º mandato  |
| 9  | Miguel Gomes Filho, Miguelito (2007-2008) (Marabá, 21.09.1957–)             | Partido Progressista (PP)                          | 1.444 | 1,80 | 4º mandato  |
| 10 | Ronaldo Alves Araújo, Ronaldo da 33 (Itapaci, 08.09.1969–)                  | Partido Humanista da Solidariedade (PHS)           | 1.388 | 1,73 | 1º mandato  |
| 11 | Osvaldo Mutran Júnior, Júnior do Vavá (Marabá, 06.06.1962–15.11.2005)       | Partido da Frente Liberal (PFL)                    | 1.142 | 1,42 | 3º mandato  |
| 12 | José Soares da Silva, Zezito (Água Branca, 15.12.1939–Brasília, 09.02.2016) | Partido dos Trabalhadores (PT)                     | 784   | 0,98 | 1º mandato  |

## 14ª Legislatura (2001–2004)
Estes são os vereadores eleitos nas eleições de 1º de outubro de 2000, pelo período de 1° de janeiro de 2001 a 31 de dezembro de 2004:
|    | Nome                                                                   | Partido                                            | Votos | %    | Observações |
| -- | ---------------------------------------------------------------------- | -------------------------------------------------- | ----- | ---- | ----------- |
| 1  | Sebastião Ferreira Neto, Ferreirinha (2001-2002) (Marabá, 28.10.1964–) | Partido da Social Democracia Brasileira (PSDB)     | 1.490 | 2,38 | 3º mandato  |
| 2  | Guido Mutran Júnior (Belém, 13.05.1960–)                               | Partido do Movimento Democrático Brasileiro (PMDB) | 1.245 | 1,99 | 2º mandato  |
| 3  | Júlia Maria Ferreira Rosa (2003-2004) (Marabá, 24.09.1951–)            | Partido Popular Socialista (PPS)                   | 1.210 | 1,93 | 1º mandato  |
| 4  | Maurino Magalhães de Lima (2005-2006) (Mucurici, 06.03.1958–)          | Partido da Social Democracia Brasileira (PSDB)     | 1.051 | 1,68 | 3º mandato  |
| 5  | Osvaldo Mutran Júnior, Júnior do Vavá (Marabá, 06.06.1962–15.11.2005)  | Partido do Movimento Democrático Brasileiro (PMDB) | 1.048 | 1,68 | 2º mandato  |
| 6  | Paulo Sérgio do Rosário Varela, Badeco (Belém, 11.09.1953–)            | Partido da Social Democracia Brasileira (PSDB)     | 976   | 1,56 | 1º mandato  |
| 7  | Luiz Carlos Pies (Santo Cristo, 06.06.1960–)                           | Partido dos Trabalhadores (PT)                     | 921   | 1,47 | 1º mandato  |
| 8  | Amarildo Cavalini da Silva (Boa Esperança, 26.11.1966–)                | Partido Social Democrático (PSD)                   | 911   | 1,46 | 1º mandato  |
| 9  | Vanda Régia Américo Gomes (Marabá, 06.02.1958–)                        | Partido Socialista Brasileiro (PSB)                | 894   | 1,43 | 3º mandato  |
| 10 | Miguel Gomes Filho (Marabá, 21.09.1957–)                               | Partido Progressista Brasileiro (PPB)              | 885   | 1,42 | 3º mandato  |
| 11 | Pastor Jesuel Dias Moreira (Brumado, 29.04.1959–)                      | Partido Social Trabalhista (PST)                   | 876   | 1,40 | 1º mandato  |
| 12 | Regivaldo Oliveira de Carvalho (Antônio Cardoso, 23.11.1967–)          | Partido Socialista Brasileiro (PSB)                | 830   | 1,33 | 2º mandato  |
| 13 | Ananias Aguiar Rodrigues (Babaçulândia, 02.02.1949–)                   | Partido Popular Socialista (PPS)                   | 764   | 1,22 | 1º mandato  |
| 14 | Ronaldo Batista Chaves, Ronaldo da 28 (Dores do Indaiá, 08.08.1962–)   | Partido Social Democrático (PSD)                   | 685   | 1,10 | 1º mandato  |
| 15 | Lenoir Dezem, Leno (Seara, 31.08.1966–)                                | Partido Trabalhista Brasileiro (PTB)               | 596   | 0,95 | 1º mandato  |
| 16 | Raimundo Gomes da Cruz Neto, Raimundim (Teresina, 17.08.1953–)         | Partido dos Trabalhadores (PT)                     | 505   | 0,81 | 1º mandato  |
| 17 | Raimundo Nonato Gomes Filho (Marabá, 03.05.1951–)                      | Partido Democrático Trabalhista (PDT)              | 451   | 0,72 | 1º mandato  |

## 13ª Legislatura (1997–2000)
Estes são os vereadores eleitos nas eleições de 3 de outubro de 1996, pelo período de 1° de janeiro de 1997 a 31 de dezembro de 2000:
|    | Nome                                                                       | Partido                                            | Votos | %    | Observações |
| -- | -------------------------------------------------------------------------- | -------------------------------------------------- | ----- | ---- | ----------- |
| 1  | Sebastião Ferreira Neto (1999-2000) (Marabá, 28.10.1964–)                  | Partido da Social Democracia Brasileira (PSDB)     | 1.021 | 2,33 | 2º mandato  |
| 2  | Maurino Magalhães de Lima (Mucurici, 06.03.1958–)                          | Partido do Movimento Democrático Brasileiro (PMDB) | 899   | 2,03 | 2º mandato  |
| 3  | Joel Rodrigues Araújo (Marabá, 17.08.1955–)                                | Partido da Social Democracia Brasileira (PSDB)     | 848   | 1,94 | 2º mandato  |
| 4  | Bernadete Ten Caten (Cerro Largo, 13.02.1959–)                             | Partido dos Trabalhadores (PT)                     | 835   | 1,91 | 1º mandato  |
| 5  | Guido Mutran Júnior (Belém, 13.05.1960–)                                   | Partido da Frente Liberal (PFL)                    | 795   | 1,82 | 1º mandato  |
| 6  | Raimundo José de Sousa (Francisco Ayres, 14.01.1943–)                      | Partido da Social Democracia Brasileira (PSDB)     | 788   | 1,80 | 2º mandato  |
| 7  | Vanda Régia Américo Gomes (Marabá, 06.02.1958–)                            | Partido Socialista Brasileiro (PSB)                | 748   | 1,71 | 2º mandato  |
| 8  | Silvino Santis Neto (Marabá, 13.02.1951–)                                  | Partido da Frente Liberal (PFL)                    | 693   | 1,58 | 1º mandato  |
| 9  | Leodato da Conceição Marques (Demerval Lobão, 22.05.1966–)                 | Partido do Movimento Democrático Brasileiro (PMDB) | 690   | 1,58 | 1º mandato  |
| 10 | Miguel Gomes Filho (Marabá, 21.09.1957–)                                   | Partido Progressista Brasileiro (PPB)              | 654   | 1,49 | 2º mandato  |
| 11 | Ademir Martins dos Reis (Marabá, 08.01.1953–)                              | Partido dos Trabalhadores (PT)                     | 632   | 1,44 | 2º mandato  |
| 12 | Osvaldo Mutran Júnior (Marabá, 06.06.1962–15.11.2005)                      | Partido do Movimento Democrático Brasileiro (PMDB) | 631   | 1,44 | 1º mandato  |
| 13 | Francisco Adaílton Dias de Sá (1997-1998) (Santana do Cariri, 03.05.1953–) | Partido Republicano Progressista (PRP)             | 602   | 1,37 | 1º mandato  |
| 14 | Antonio Vicente dos Santos (Belém, 24.09.1944–)                            | Partido Progressista Brasileiro (PPB)              | 581   | 1,33 | 1º mandato  |
| 15 | Juvenal Alves Guimarães (Tuntum, 13.11.1946–)                              | Partido Republicano Progressista (PRP)             | 522   | 1,19 | 1º mandato  |
| 16 | José Lênio Ferreira Duarte                                                 | Partido Social Democrático (PSD)                   | 438   | 1,00 | 1º mandato  |
| 17 | Regivaldo Oliveira de Carvalho (Antônio Cardoso, 23.11.1967–)              | Partido Socialista Brasileiro (PSB)                | 375   | 0,86 | 1º mandato  |

## 12ª Legislatura (1993–1996)
Estes são os vereadores eleitos nas eleições de 3 de outubro de 1992, pelo período de 1° de janeiro de 1993 a 31 de dezembro de 1996:
|    | Nome                                                        | Partido                                            | Observações |
| -- | ----------------------------------------------------------- | -------------------------------------------------- | ----------- |
| 1  | Ademir Martins dos Reis (Marabá, 08.01.1953–)               | Partido dos Trabalhadores (PT)                     | 1º mandato  |
| 2  | Anderson Mutran Júnior                                      | Partido do Movimento Democrático Brasileiro (PMDB) | 1º mandato  |
| 3  | Antônio Tibúrcio Filho (Assaré, 18.07.1947–)                | Partido da Social Democracia Brasileira (PSDB)     | 1º mandato  |
| 4  | João Batista Corrêa de Andrade Filho                        | Partido Liberal (PL)                               | 1º mandato  |
| 5  | João Cardoso Silva (Fortuna, 07.11.1946–)                   | Partido Social Cristão (PSC)                       | 1º mandato  |
| 6  | Joel Rodrigues Araújo (1995-1996) (Marabá, 17.08.1955–)     | Partido da Social Democracia Brasileira (PSDB)     | 1º mandato  |
| 7  | José Bastos Gaby (Imperatriz, 08.05.1953–)                  | Partido Verde (PV)                                 | 1º mandato  |
| 8  | Júlia Maria Ferreira Rosa (1993-1994) (Marabá, 24.09.1951–) | Partido da Social Democracia Brasileira (PSDB)     | 1º mandato  |
| 9  | Leda Maria das Graças Bezerra Renzo                         | Partido da Social Democracia Brasileira (PSDB)     | 1º mandato  |
| 10 | Maurino Magalhães de Lima (Mucurici, 06.03.1958–)           | Partido do Movimento Democrático Brasileiro (PMDB) | 1º mandato  |
| 11 | Paulo Sérgio do Rosário Varela (Belém, 11.09.1953–)         | Partido da Social Democracia Brasileira (PSDB)     | 1º mandato  |
| 12 | Raimundo Dequinha de Araújo (Vitorino Freire, 23.01.1959–)  | Partido do Movimento Democrático Brasileiro (PMDB) | 1º mandato  |
| 13 | Raimundo José de Souza (Francisco Ayres, 14.01.1943–)       | Partido da Social Democracia Brasileira (PSDB)     | 1º mandato  |
| 14 | Sebastião Ferreira Neto (Marabá, 28.10.1964–)               | Partido da Social Democracia Brasileira (PSDB)     | 1º mandato  |
| 15 | Vanda Régia Américo Gomes (Marabá, 06.02.1958–)             | Partido Socialista Brasileiro (PSB)                | 1º mandato  |

## 1ª Legislatura (1913–1914)[15]
Estes são os vereadores, conhecidos como Vogais da Gestão, que tomaram posse de seus cargos em 1913:
|   | Nome                                                  | Partido                      |
| - | ----------------------------------------------------- | ---------------------------- |
| 1 | Antônio da Rocha Maia                                 | Partido Republicano Paraense |
| 2 | Quirino Franco de Castro                              | —                            |
| 3 | Afro de Araújo Sampaio                                | —                            |
| 4 | Cândido Raposo                                        | —                            |
| 5 | Melchiades Peres Fontenelle                           | —                            |
| 6 | João Anastácio de Queiroz (??, 08.08.1884–19.07.1945) | —                            |

## Legenda
| cor  | significado          |
| Bege | Presidente da Câmara |
| Azul | Suplente             |